# 県立柏の葉公園野球場
県立柏の葉公園野球場（けんりつかしわのはこうえんやきゅうじょう）は、千葉県柏市の柏の葉公園内にある野球場である。施設は千葉県が所有し、指定管理者として千葉県まちづくり公社が運営・管理を行っている。

## 歴史
柏の葉公園ならびに園内各施設の変遷については柏の葉公園を参照。
- 2010年4月 - 開場。

## 使用大会等
2010年（平成22年）7月19日に完成記念試合として、柏市では初のプロ野球開催となるイースタン・リーグ公式戦・ロッテ対巨人の試合が行われた。
その他、2011年の「第93回全国高等学校野球選手権千葉大会」からは、高校野球でも頻繁に使用されている。千葉マリンスタジアムや千葉県野球場に次ぐ主要球場の1つとして、大会によっては市原臨海球場などと共に、準々決勝で使用されることもある。
一方で、照明設備は無い。2023年7月12日に行われた第3試合「清水・流山おおたかの森・流山北連合チーム 対 日大習志野戦」では、1回表終了後の15:30頃に雷雲接近のため中断し、再開したとしても照明設備がないために当日中の試合続行不可能と判断され、千葉大会初となる継続試合となった。
2023年より発足したベイサイドリーグの千葉スカイセイラーズが、初年度は3試合を実施した。

## 施設概要
- グラウンド面積：13,800m²
- 両翼：98m、中堅：122m
- 内野：クレー舗装、外野：天然芝
- 収容人員：12,000人（内野＝椅子・ベンチ 3,000人、外野＝芝生 9,000人）
- スコアボード：得点表示部＝磁気反転式（黄緑色）、その他＝電光表示(2015年春に改修)
- 照明設備：なし

## アクセス
- 柏の葉キャンパス駅（首都圏新都市鉄道つくばエクスプレス）から徒歩20分。またはバス「税関研修所」「柏の葉公園北」「東大前」下車。
- 江戸川台駅（東武野田線）からバス「東大前」「柏の葉公園北」下車。
- 柏駅（JR常磐線・東武野田線）からバス、「東大前」「柏の葉公園北」「税関研修所」下車。

### 注記
1. ↑  2023年の第105回大会で使用された球場のうち、照明設備がない球場は柏の葉・習志野市秋津球場・長生の森公園野球場の3箇所（この年に限り、同様に照明設備のない青葉の森スポーツプラザ野球場は使用されなかった）。後に2025年の第107回大会からは、成田市営大谷津球場（なごみの米屋ぴーちゃんフィールド大谷津球場）も、老朽化により照明設備を撤去したため該当するため、全11球場のうち5球場が該当することになる。